# Ferdinand Piéchaud
Pour les articles homonymes, voir Piéchaud.
Pour les autres membres de la famille, voir Famille Piéchaud.
Ferdinand Piéchaud, né à Bordeaux le 10 mars 1890 et mort le 18 février 1958 dans la même ville, est un médecin, phtisiologue et professeur français s'étant illustré dans la lutte contre la tuberculose. Il est l'un des pionniers de la  vaccination par le BCG en France.
Il fut président de la Société française de la tuberculose de 1955 à 1956, secrétaire général de la Fédération antituberculeuse de la Gironde, président du Comité d'entraide aux tuberculeux de Gironde, membre du Comité national de la tuberculose, président du Syndicat national des Médecins spécialistes de l'appareil respiratoire et, en dehors de ses activités médicales, président de la Société des Amis du Musée des Beaux-Arts de Bordeaux.

## Biographie

### Jeunesse et formation
Ferdinand Henri Piéchaud est né en 1890 dans l'hôtel familial de Bordeaux, au 18 de la rue Porte-Dijeaux. Son père, Timothée Piéchaud, professeur à la faculté de Médecine de Bordeaux, précurseur en chirurgie infantile, éminent chirurgien, est issu d'une vieille famille girondine originaire d'Abzac et à la tradition médicale fortement ancrée. Sa mère, Marie Cardez, est la fille du comte Ferdinand Cardez, et descend d'une vieille famille du négoce bordelais. Ferdinand est le sixième d'une fratrie de huit enfants.
Il fait ses études, comme ses frères Louis et Martial, chez les Jésuites au Lycée Saint-Joseph-de-Tivoli à Bordeaux. Après une licence ès lettres en 1910, il entre à la Faculté de médecine de Bordeaux, d'où il sort lauréat. Il est externe en 1910, interne en 1913.
Il est docteur en médecine en 1921, médecin des hôpitaux en 1924, professeur agrégé de médecine générale en 1928.
En 1935, il est l'un des signataires du Manifeste des intellectuels français pour la défense de l'Occident et la paix en Europe.

### Mariage et descendance
Il se marie à Bordeaux le 11 juin 1920 avec Louise Moreau, fille d'Armand Moreau, négociant en vins bordelais, et de Marguerite Sebileau, sœur du professeur Pierre Sebileau, membre de l'Académie de médecine. Ils ont sept enfants : Dominique (1922-2011), Lydie (1923-2007), Françoise (1924-1963), Marie-Thérèse (1925-2015), Bernard (1928-2005), Jean-Pierre (1934) et Bertrand (1941). Sa veuve Louise est décédée en 1984 à quatre-vingt-six ans.

### Carrière militaire
Appartenant à la classe 1910, il est mobilisé et part le 2 août 1914 avec le 57e régiment d'infanterie où il demeure affecté jusqu'en octobre 1915. Le 14 septembre 1914, il est fait prisonnier au camp d'Erfurt où il soigne, en tant que médecin auxiliaire, une épidémie de typhus. Il reçoit alors la médaille d'honneur des épidémies. Fin septembre 1915, il rentre en France sur intervention personnelle du roi d'Espagne Alphonse XIII auprès de son cousin Guillaume II, à la demande de Madame Timothée Piéchaud en souvenir de son mari, médecin du jeune roi lors de ses séjours à Cambo-les-Bains, et est affecté en octobre à l'artillerie à cheval de l'armée d'Orient.
Il est ensuite reçu, en avril 1916, à l'hôpital chirurgical Narychkine de Salonique comme assistant de chirurgie au 175e régiment d'infanterie. Il rentre en France le 7 septembre 1917 et passe alors au 142e régiment d'infanterie où il reste jusqu'au 6 décembre 1917. Il est ensuite affecté à deux ambulances et finit médecin aide major de 1re classe.
Il est démobilisé le 18 août 1919.

### Carrière médicale
Très tôt attiré par l'hygiène, il devient préparateur, en 1923, du professeur Auché, puis en qualité de chef de laboratoire, en 1930, collaborateur du professeur Leuret.
C'est la mort, en 1929, de la tuberculose, de son beau-frère Pierre Moreau, qui le décide à se spécialiser dans cette voie. Il obtient en 1948 qu'à sa chaire soit adjointe une clinique de la tuberculose. « Le sanatorium Xavier-Arnozan est, peut-on dire, entièrement son œuvre. »
Éminent praticien, il participe à de nombreux congrès médicaux à l'étranger, à Rome en 1950, à Rio de Janeiro et au Maroc en 1953 pour les congrès internationaux de la tuberculose, à Rome-Salerne en 1954 pour un congrès sur l'histoire de la médecine, à Alger en 1954 pour le congrès international de la tuberculose, à Barcelone et à Madrid en 1954, à New Delhi en 1957, à Bristol, ou encore Athènes. Il est secrétaire général de la Fédération antituberculeuse de la Gironde, président du Comité d'entraide aux tuberculeux de Gironde, membre du Comité national de la tuberculose, membre de la société d'études scientifiques de la tuberculose et de la société d'études des maladies respiratoires, médecin-chef du service centre de phtisiologie Xavier-Arnozan, directeur du centre sanitaire du sud-ouest et président du Syndicat national des Médecins spécialistes de l'appareil respiratoire (S.A.R.) de 1948 à 1958.
En 1951, il est nommé membre de la commission consultative permanente pour les études de pneumo-phtisiologie au ministère de la Santé avec le professeur Étienne Bernard, puis en 1954, membre du conseil de coordination au Centre national d'éducation sanitaire, démographique et sociale.
Il fait de nombreuses publications dans diverses revues et est fait fellow de l'American College of Chest Physicians (en).
Il meurt à Bordeaux le 18 février 1958, d'un cancer. Il est enterré au caveau familial du cimetière de la Chartreuse.

### Attitude pendant la Seconde Guerre mondiale
En 1941, il est l'un des signataires de la pétition du 17 janvier tentant de sauver le docteur Charles Nancel-Pénard, mis en résidence surveillée fin 1940 par l'administration préfectorale pour ses opinions communistes. Le président du conseil de l'ordre des médecins, le professeur Pierre Mauriac, blâme les signataires et renvoie la pétition au préfet avec la mention "Individu dangereux". Nancel-Pénard, refusant de signer un acte d'allégeance au maréchal Pétain, est fusillé le 24 octobre 1941 au camp de Souge.
En 1943, le professeur Piéchaud cache dans son sanatorium Xavier-Arnozan une famille juive de Hongrie, les Le Pape-Korn.

## Distinctions et hommages

### Décorations
- Officier de la Légion d'honneur (10 aout 1950)[12]
- Croix de guerre 1914–1918
- Officier de l'Instruction publique
- Chevalier de l'ordre de la Santé publique
- Médaille d'honneur des épidémies (argent)

- Chevalier de l'Ordre royal de Saint-Sava (Serbie)

### Prix
- Médaille d'argent de l'Académie nationale de médecine, 1944, Service de la tuberculose[13].
- Fellow de l'American College of Chest Physicians (en).

### Hommages
- Centre de santé Ferdinand-Piéchaud, rue des Treuils, à Bordeaux.
- Place du Professeur-Piéchaud, à Pessac.
- Galerie Timothée-et-Ferdinand-Piéchaud de la Faculté de médecine et de pharmacie de Bordeaux.

## Publications

### Historiques

#### Article
- 1909 : Comptes de l’archevêché de Bordeaux (XIIIe siècle), Bordeaux, Archives historiques du département de la Gironde, t. 44, p. 1-21.

### Médicales

#### Thèse
- 1921 : Réaction du tissu conjonctif aux injections sous-cutanées d'huiles minérales : les vaselinomes, Bordeaux.

#### Articles
- 1923 : Influences du chlorure de sodium sur la culture de quelques agents microbiens pathogènes pour l'homme, Bordeaux, Congrès de l'Association française pour l'avancement des sciences.
- 1927 : La Peste à Bordeaux et la naissance d'une hygiène urabaine, Bordeaux, juin, publié dans le Journal de Médecine de Bordeaux.
- 1927 : La création d'une cité universitaire s'impose à Bordeaux, Bordeaux, 25 sept., publié dans le Journal de Médecine de Bordeaux.
- 1927 : Rapports sur le Congrès de médecine, œdèmes et septicémies, Bordeaux, 10 et 25 nov., publié dans le Journal de Médecine de Bordeaux.
- 1931 : Relation sur l'étude de l'hygiène en Allemagne à Berlin et à Dresde, Bordeaux, 2 sept., publié dans le Journal de Médecine de Bordeaux.
- 1932 : De l'enseignement des maladies de l'appareil respiratoire et spécialement de la phtisiologie dans la facultés de médecine, sept., publié dans Le médecin phtisiologue.
- 1952 : Climat de Bordeaux, Bordeaux, publié dans Notre Bordeaux, no 46.
- 1953 : Indications générales des diverses thérapeutiques de la tuberculose pulmonaire, Bordeaux, fév., publié dans le Journal de Médecine de Bordeaux.
- 1953 : Lépreux et cagots au Moyen-âge, publié dans le Maroc-Médical, no 339.
- 1953 : De la primo-infection à la phtisie, publié dans le Maroc-Médical, no 341.

#### Préfaces
- 1951 : J.-J. Dubarry et M. Roux, Tuberculose intestinale. Données récentes, Baillière et fils.

#### Communications
- 1935 : Vingt cas de thoracoplastie en clientèle, 15-17 avril, Congrès de Marseille.
- 1936 : Principes généraux de l'organisation et de la construction de l'hôpital en France, Congrès international des hôpitaux.
- 1937 : Formes cliniques de la tuberculose infantile, Pessac, 9 juillet, Semaine de phtisiologie de Bordeaux.
- 1939 : Considérations sur l'évolution de la construction hospitalière en France de la Révolution à nos jours, Les conceptions en matière d'hospitalisation au cours du siècle dernier, le plan de l'hôpital, août-sept.

#### Conférences
- 1947 : La douleur humaine à l'hôpital, prononcée le 20 janvier 1947 à l'Université de Bordeaux.
- 1954 : Comment fut jugulée la variole : Jenner et ses prédécesseurs, prononcée le 17 novembre 1954.